# Perigonica pectinata
Perigonica pectinata är en fjärilsart som beskrevs av Smith 1887. Perigonica pectinata ingår i släktet Perigonica och familjen nattflyn. Inga underarter finns listade i Catalogue of Life.